# حوامد
حوامد (به عربی: الحوامد) یک شهرداری در الجزایر است که در استان مسیله واقع شده‌است.